# Osgood Perkins
Pour les articles homonymes, voir Perkins.

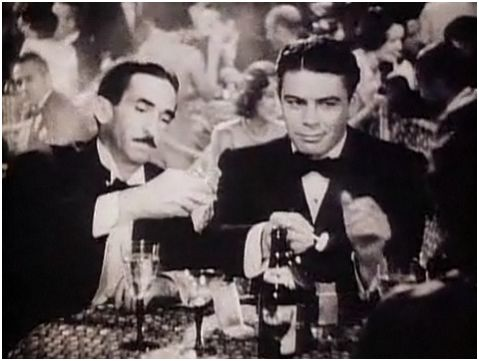
Avec Paul Muni (à d.), dans Scarface (1932)

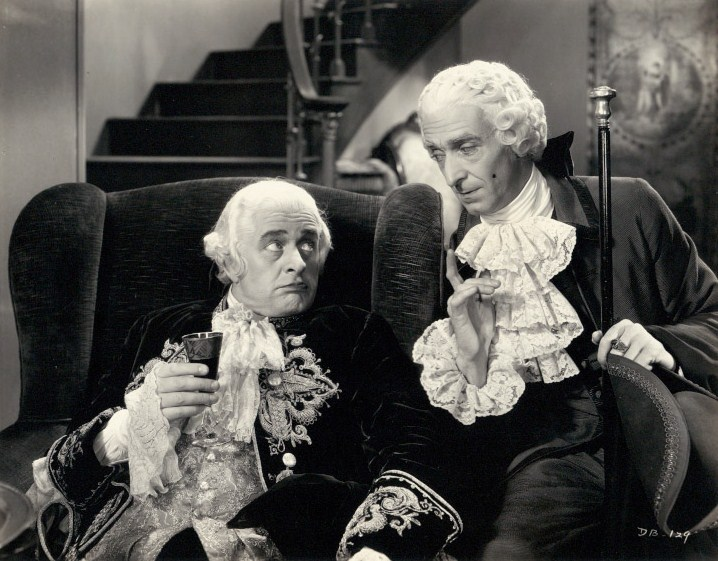
Avec Reginald Owen (à g.), dans Madame du Barry (1934, photo promotionnelle)

(James Ripley) Osgood Perkins est un acteur américain, né le 16 mai 1892 à West Newton (Massachusetts), mort le 21 septembre 1937 à Washington (district de Columbia).

## Biographie
Au théâtre, Osgood Perkins joue notamment à Broadway (New York) dans vingt-deux pièces, depuis Beggar on Horseback (en) de George S. Kaufman et Marc Connelly (1924-1925, avec Spring Byington, Greta Nissen et Roland Young) jusqu'à End of Summer de S. N. Behrman (1936, avec Ina Claire, Van Heflin et Mildred Natwick).
Dans l'intervalle, citons The Front Page de Ben Hecht et Charles MacArthur (1928-1929, avec Joseph Calleia, Eduardo Ciannelli et Willard Robertson), ainsi que Oncle Vania d'Anton Tchekhov (1930, avec Eduardo Ciannelli, Walter Connolly, Lillian Gish et Joanna Roos).
S'ajoute la comédie musicale The School for Husbands (d'après la pièce L'École des maris de Molière), jouée en 1933-1934, avec George Macready.
Au cinéma, il contribue à seulement vingt-et-un films américains. Parmi ses dix premiers, muets et sortis de 1922 à 1927, mentionnons Le Galant Étalagiste de Frank Tuttle (1926, avec Evelyn Brent et Louise Brooks).
Au nombre de ses onze films parlants (les deux premiers sortis en 1929), retenons Scarface d'Howard Hawks (1932, avec Paul Muni, Ann Dvorak et Karen Morley) et Madame du Barry de William Dieterle (1934, avec Dolores del Río, Reginald Owen et Victor Jory).
Le dernier film d'Osgood Perkins, dans un petit rôle non crédité, est Une étoile est née de William A. Wellman (avec Janet Gaynor, Fredric March et Adolphe Menjou), sorti en avril 1937.
En septembre de la même année, trois jours après la dernière représentation à Washington de la pièce Susan and God de Rachel Crothers (aux côtés de Gertrude Lawrence), il meurt prématurément à 45 ans, d'une crise cardiaque, laissant un fils unique en bas âge, le futur acteur Anthony Perkins (1932-1992).

## Filmographie partielle
- 1922 : The Cradle Buster de Frank Tuttle : Crack « Spoony »
- 1923 : Second Fiddle de Frank Tuttle
- 1923 : Puritan Passions de Frank Tuttle : Dr Nicholas
- 1924 : Grit de Frank Tuttle
- 1925 : Le Chauffeur inconnu (Wild, Wild Susan) d'A. Edward Sutherland : M. Crawford Dutton
- 1926 : Le Galant Étalagiste (Love 'Em and Leave 'Em) de Frank Tuttle : Lem Woodruff
- 1927 : Knockout Reilly de Malcolm St. Clair : Spider Cross
- 1929 : Syncopation de Bert Glennon : Hummel
- 1931 : Tarnished Lady de George Cukor : Ben Sterner
- 1932 : Scarface d'Howard Hawks : Johnny Lovo
- 1934 : The President Vanishes de William A. Wellman : Harris Brownell
- 1934 : The Secret of the Chateau de Richard Thorpe : Martin
- 1934 : Kansas City Princess de William Keighley : Marcel Duryea
- 1934 : Madame du Barry (Madame Du Barry) de William Dieterle : Duc de Richelieu
- 1935 : Griseries (I Dream Too Much) de John Cromwell : Paul Darcy
- 1936 : En parade ou Chercheuses d'or de 1937 (Gold Diggers of 1937) de Lloyd Bacon et Busby Berkeley : Morty Wethered
- 1937 : Une étoile est née (A Star Is Born) de William A. Wellman : Otto, invité de la fête

## Théâtre (sélection)

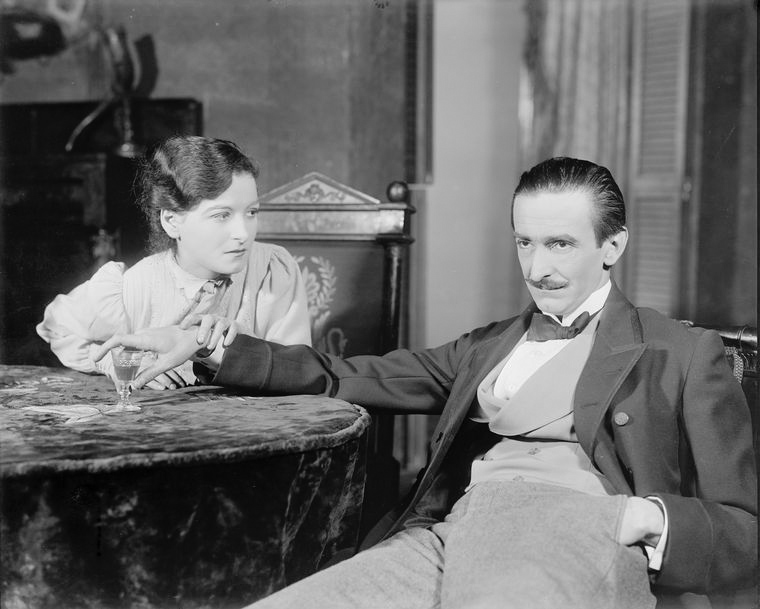
Avec Joanna Roos, dans Oncle Vania (Broadway, 1930)

(pièces, à Broadway, sauf mention contraire)
- 1924-1925 : Beggar on Horseback de George S. Kaufman et Marc Connelly : Homer Cady
- 1925 : Weak Sisters de (et mise en scène par) Lynn Starling : Siegfried Strong
- 1926 : The Masque of Venice de George Dunning Gribble : Joshua Cox
- 1926 : Pomeroy's Past de Clare Kummer, mise en scène d'Ernest Truex : Trebus Heminway
- 1926 : L'Homme, la bête et la vertu (Say It with Flowers – titre original : L'uomo, la bestia e la virtù) de Luigi Pirandello, adaptation d'Alice Rohe : Professeur Paolino
- 1926-1927 : Loose Ankles de Sam Janney : Andy Barton
- 1927 : Spread Eagle de George S. Brooks et Walter B. Lister, mise en scène de George Abbott : Joe Cobb
- 1927 : Women Go On Forever de Daniel N. Rubin, mise en scène de John Cromwell : Pete
- 1928 : Salvation de Sidney Howard et Charles MacArthur : Whittaker
- 1928-1929 : en:The Front Page de Ben Hecht et Charles MacArthur, mise en scène de George S. Kaufman : Walter Burns[2]
- 1930 : Oncle Vania (Uncle Vanya) d'Anton Tchekhov, adaptation de Rose Caylor : Mikhaïl Lvovitch Astrov
- 1931 : Tomorrow and Tomorrow de Philip Barry : Samuel Gillespie
- 1931 : The Wiser They Are de Sheridan Gibney : Bruce Ingram
- 1932 : Wild Waves de William Ford Manley : Mitch Gratwick
- 1932 : Foreign Affairs de Paul Hervey Fox (en) et George Tilton : Otto Zeigen
- 1932 : A Thousand Summers de Merrill Rogers : Laurence Hereford
- 1932 : Chrysalis de Rose Albert Porter : Michael Averill
- 1932-1933 : Goodbye Again d'Allan Scott et George Haight : Kenneth Bixby[3]
- 1933-1934 : The School for Husbands, comédie musicale, musique d'Edmond W. Rickett, lyrics d'Arthur Guiterman, livret de Lawrence Langner et Arthur Guiterman, d'après la pièce L'École des maris de Molière (+ scène de ballet The Dream of Sganarelle) : Sganarelle
- 1935 : Point Valaine de (et mise en scène par) Noël Coward : Mortimer Quinn
- 1935 : Ceiling Zero de Frank Wead : Jake Lee
- 1935 : On Stage de B. M. Kaye : Morgan Crawford
- 1936 : End of Summer de S. N. Behrman : Dr Kenneth Rice
- 1937 : Susan and God de Rachel Crothers (à Washington)